# Nanotextil
Los nanotextiles son textiles diseñados con pequeñas partículas que otorgan a los materiales comunes propiedades ventajosas como ultrahidrofobicidad (extrema resistencia al agua, véase también efecto loto), eliminación de olores y humedad, mayor elasticidad y resistencia, y resistencia a las bacterias. Dependiendo de la propiedad deseada, un nanotextil se construye a partir de fibras nanoscópicas llamadas nanofibras o se forma aplicando una solución que contiene nanopartículas a una tela normal. La investigación sobre nanotextiles es un esfuerzo interdisciplinario que involucra bioingeniería, química molecular, física, ingeniería eléctrica, informática e ingeniería de sistemas. Las aplicaciones de los nanotextiles tienen el potencial de revolucionar la manufactura textily áreas de la medicina como la administración de fármacos y la ingeniería de tejidos.

## Nanoescala
Cualquier fibra que tenga un ancho menor a 1000 nanómetros (1000 nm o 1 μm) se define generalmente como una nanofibra. Una nanopartícula se define como un pequeño grupo de átomos o moléculas con un radio inferior a 100 nanómetros (100 nm). Las partículas en la nanoescala tienen una razón superficie-volumen muy alta, mientras que esta relación es mucho menor para los objetos en la escala macroscópica. Una alta superficie relativa significa que una gran proporción de la masa de una partícula existe en su superficie, por lo que las nanofibras y las nanopartículas muestran un mayor nivel de interacción con otros materiales. La alta razón superficie-volumen observada en partículas muy pequeñas es lo que hace posible crear muchas propiedades especiales que exhiben los nanotextiles.

## Fabricación
El uso de nanopartículas y nanofibras para producir nanotextiles especializados se convirtió en un tema de interés después de que las técnicas sol-gel y electrospinningse desarrollaran en la década de 1980. Desde 2000, se han acelerado los esfuerzos de investigación en nanotecnología, incluida la investigación sobre nanotextiles.

### Sol-gel
El proceso sol-gel se utiliza para crear soluciones similares a un gel que se pueden aplicar a los textiles como un acabado líquido para crear nanotextiles con nuevas propiedades. El proceso comienza con la disolución de nanopartículas en un disolvente líquido (a menudo un alcohol). Una vez disueltas, se producen varias reacciones químicas que hacen que las nanopartículas crezcan y establezcan una red por todo el líquido. La red transforma la solución en un coloide (una suspensión de partículas sólidas en un líquido) de textura gelatinosa. Finalmente, el coloide debe pasar por un proceso de secado para eliminar el exceso de disolvente de la mezcla antes de que se pueda utilizar para el tratamiento de las telas.

### Electrospinning
El electrospinning extrae nanofibras de soluciones poliméricas (sintetizadas mediante el proceso sol-gel) y las recoge para formar nanotextiles no tejidos. Se aplica un fuerte campo eléctrico a la solución para cargar las hebras de polímero. La solución se coloca en una jeringa y se dirige a una placa colectora con carga opuesta. Cuando la fuerza de atracción entre las nanofibras poliméricas y la placa colectora excede la tensión superficial de la solución, las nanofibras se liberan de la solución y se depositan en la placa colectora. Las fibras depositadas forman un nanotextil poroso que puede ayudar en la administración de fármacos y la ingeniería de tejidos según el tipo de polímero utilizado.

## Aplicaciones

### Manufactura textil
Cuando se aplican recubrimientos de nanoingeniería a telas, las nanopartículas forman fácilmente enlaces con las fibras del material. La gran superficie relativa al volumen de las partículas aumenta su reactividad química, lo que les permite adherirse a los materiales de forma más permanente. Las telas tratadas con recubrimientos de nanopartículas durante la fabricación producen materiales capaces de eliminar las bacterias, la humedad y el olor, y que previenen la electricidad estática. Los recubrimientos de nanofibras poliméricas aplicados a los textiles se adhieren al material en un extremo del polímero, formando una superficie de estructuras diminutas similares a pelos, los que crean una capa delgada que evita que los líquidos entren en contacto con la tela. Gracias a la capa formada por nanofibras poliméricas son posibles nanotextiles con propiedades más resistentes a la suciedad, las manchas y ultrahidrófobas.
El desarrollo de nanotextiles para su uso en la industria textil y de la confección aún se encuentra en sus primeras etapas. Algunas aplicaciones, como la ropa resistente a las bacterias, aún no resultan prácticas desde un punto de vista económico. Por ejemplo, el prototipo de una chaqueta bactericida de un estudiante de la Universidad de Cornell costó 10.000 dólares, por lo que puede pasar mucho tiempo antes de que la producción de ropa a partir de nanotextiles sea rentable y esté en el mercado.

### Administración de medicamentos
Los nanotextiles utilizados en medicina pueden ser capaces de administrar antibióticos, medicamentos contra el cáncer, proteínas y ADN en cantidades precisas. El electrospinning crea nanotextiles porosos que se pueden cargar con el fármaco deseado y luego aplicarse al tejido del área objetivo. El fármaco pasa a través del tejido por difusión, proceso en el que las sustancias se mueven a través de una membrana desde una concentración alta a una baja. La velocidad a la que se administra el fármaco se puede cambiar alterando la composición del nanotextil.

### Ingeniería de tejidos
Los textiles no tejidos manufacturados por electrospinning tienen el potencial de ayudar en el crecimiento del tejido de órganos, huesos, neuronas, tendones y ligamentos. Los nanotextiles poliméricos pueden actuar como un andamio para soportar el tejido dañado o como un sustituto sintético del tejido real. Dependiendo de la función, el nanotextil puede estar hecho de polímeros naturales o sintéticos, o una combinación de ambos.

## Implicancias ambientales
Se han realizado muchos estudios para determinar los impactos que los materiales de nanoingeniería pueden tener en el medio ambiente. La mayoría de los textiles pueden perder hasta el 20% de su masa durante su vida, por lo que las nanopartículas utilizadas en la producción de nanotextiles corren el riesgo de ser liberadas al aire y a los cursos de agua.
Se espera que la nanoplata (nanopartículas de plata) destine hasta el 49,5% de su producción mundial a la industria de los nanotextiles debido a sus propiedades antibacterianas, aunque también se prevé que el 20% de la nanoplata utilizada en la industria de los nanotextiles terminará liberada en las vías fluviales, lo que podría dañar los microorganismos. Sin embargo, más del 90% de la nanoplata se elimina durante el tratamiento de aguas residuales, por lo que es probable que el impacto medioambiental sea mínimo. Un estudio sobre nanopartículas de óxido de aluminio demostró que la inhalación provocaba inflamación en los pulmones de las ratas.